# 肉身与石头
〈肉身与石头〉（英語：Flesh and Stone）是科幻电视剧《異世奇人》的第五季第5集，2010年5月1日首播于英國廣播公司第一台。它是本季的最后一个故事的前后部分，上个星期播放了故事《天使时间》。本集的编剧是首席编剧和执行制作人史蒂芬·莫法特，导演是Adam Smith。本故事中以哭泣天使为主要反派，角色River Song（阿莉克丝·金斯顿饰）的回归为特色。
上级扣人心弦的故事结束之后，时间旅行者博士（馬特·史密斯饰）、他的助手艾米·邦德（凯伦·吉兰饰）、River Song、神父Octavian（Iain Glen饰）和他的军事化的神职人员逃脱了哭泣天使的圈套，哭泣天使只有当没人看到时才能移动。他们在坠毁的太空飞船Byzantium内部避难，但哭泣天使继续纠缠他们。由于天使对艾米眼睛的作用，艾米濒临死亡。天使和博士的队伍都面临不断扩大的时空裂缝带来的危险，这个裂缝有能力将人从历史中抹去。
受到电影《異形》和续集《異形2》的启发，魔法特把这集写成《眨眼》的动作主导的后篇。本集中包括时空裂缝的重要信息，包括很多角色驱使的情节。《天使时间》和《肉身与石头》是本季中头两个拍摄的故事；拍摄在2009年7月开始，地点包括Puzzlewood和Southerndown海滩中进行。《天使时间》在英国播出时有849.5万观众收看，获得87分的欣赏指数。评论家对本集的评论总体正面，但很多人批评没有像上一集一样好，不赞成展示天使移动的过程。另外，艾米勾引博士的镜头引起了一些对BBC的抱怨。